# Miljöavgift
Miljöavgift är en särskild avgift, avsedd att påverka bland annat industrier och konsumenter att begränsa produktion och konsumtion av miljöpåverkande produkter genom att göra produkterna dyrare. I Sverige tas den största delen av miljöavgifterna ut inom områdena energi och trafik.

## Exempel på miljöavgifter
- Miljöavgift som tas ut på utsläpp av kväveoxider från förbränningsanläggningar för energiproduktion enligt lagen (1990:613) om miljöavgift på utsläpp av kväveoxider vid energiproduktion.

## Föreslagna miljöavgifter
- "Avgift och utdelning", som innefattar en stadigt stigande avgift på alla fordonsbränslen utifrån hur mycket koldioxid som bildas vid deras förbränning. Avgiften är tydligt pigouviansk; målet är att få bort utsläppen på tio år. Intäkterna från avgiften föreslås delas ut i månatliga utbetalningar direkt till medborgarna som omställningsbidrag. [1]